# Edgar Stern-Rubarth

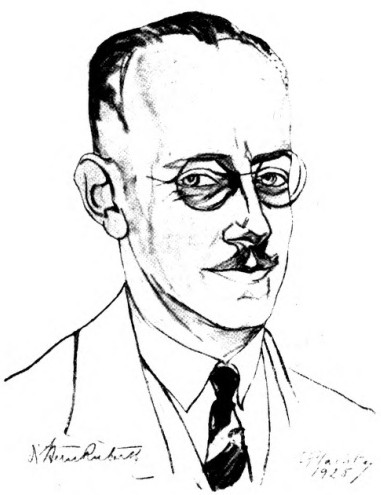
Edgar Stern-Rubarth als Chefredakteur von Wolffs Telegraphischem Bureau (WTB), 1928

Edgar Paul Stern-Rubarth (* 15. August 1883 in Frankfurt am Main; † 26. Januar 1972 in London) war ein deutscher Journalist und Publizist.

## Leben
Edgar Paul Stern war Sohn einer jüdischen Unternehmerfamilie in Frankfurt. Sein Vater  Moritz H. Stern (1859–1922) betrieb hier eine Zigarettenfabrik, während seine Mutter Martha (1864–1912) literarisch tätig war und enge Kontakte zur Frankfurter Künstlerszene unterhielt. Edgar besuchte das Goethe-Gymnasium in seiner Heimatstadt  und studierte in Frankfurt, Berlin sowie in Paris Romanistik und Nationalökonomie. 1916 wurde er mit seiner Arbeit über die Einflüsse Goethes auf den französischen Roman zum Dr. phil. promoviert. Ab 1905 veröffentlichte er Kurzgeschichten, Gedichte und Feuilletons u. a. im Simplicissimus, der Leipziger Illustrirten Zeitung und in der Vossischen Zeitung.
Im Ersten Weltkrieg war Edgar Stern im Nahen Osten und an der Westfront eingesetzt. Er machte sich im Spätherbst 1914 mit der Überführung von 14 kriegsgefangenen Muslimen aus französischen Kolonialgebieten vom Senne-Lager nach Konstantinopel im Auftrag des Auswärtigen Amtes einen Namen. Das gesteckte Ziel, das rechtzeitige Eintreffen der Gruppe zur Dschihadproklamation des osmanischen Sultans im November 1914 aus propagandistischen Gründen, wurde dank Sterns Geschick erreicht. Er tarnte die Gruppe für den Transport durch Rumänien als Wanderzirkus und übernahm selbst die Rolle des Zirkusdirektors. 1914/1915 war Edgar Stern  Adjutant von Hauptmann Fritz Klein (1877–1958), dessen Expedition zusammen mit arabischen Stämmen zwischen März und Juni 1915 auftragsgemäß die englische Öl-Pipeline am Karun sprengte und gegen die Entente gerichtete schiitische Fatwas in Kerbela und Nadschaf erlangte.
1917 zum preußischen Leutnant der Res. befördert, wurde Stern 1918 mit dem Eisernen Kreuz I. Klasse sowie mit der osmanischen Liakat-Medaille in Silber ausgezeichnet. 1917 schloss er die Ehe mit der in Rheydt tätigen Lehrerin Josepha Rubarth (geb. in Fürstenberg, Krs. Büren, 1883) im Kölner Dom nach seiner vorherigen Konversion zum katholischen Glauben. Ab Juli 1918 führten beide den Doppelnamen Stern-Rubarth.
1919 wurde er Chefredakteur bei diversen Zeitungen im Berliner Ullstein Verlag. 1925 übernahm er im Auftrag des Auswärtigen Amtes die Chefredaktion von Wolffs Telegraphischem Bureau, seit 1929 auch die stellvertretende Direktion. Diese Nachrichtenagentur fungierte als offiziöses Sprachrohr der Reichsregierung, in enger Abstimmung mit dem Auswärtigen Amt und dem Reichspressechef. Stern-Rubarth gab insbesondere die Deutsche diplomatisch-politische Korrespondenz heraus, ein Pressedienst des Auswärtigen Amts für Redaktionen und internationale Korrespondenten.
Er war 1924 Mitgründer und später Präsident des Europäischen Zollvereins und wurde  1927 Generalsekretär der Deutsch-Französischen Gesellschaft. Stern-Rubarth setzte sich an der Seite Gustav Stresemanns und Aristide Briands für die deutsch-französische Verständigung ein.
1933 erfolgte die Entlassung Stern-Rubarths als Chefredakteur und der Ausschluss aus der Reichsschrifttumskammer, was einem Berufsverbot gleichkam. Er emigrierte 1936 über Genf nach London, wo er bald wieder journalistisch Fuß fassen konnte und u. a. für den Daily Telegraph und The Times schrieb.  Nach fünfmonatiger Internierung bei Kriegsbeginn auf der  Isle of Man konnte Stern-Rubarth seine  journalistische Tätigkeit fortsetzen. 1946 nahm er, der die deutsche Staatsangehörigkeit zurückerhalten hatte, auch die britische Staatsbürgerschaft an.
Nach 1945  reiste er zu Gastvorlesungen nach Deutschland und arbeitete wieder als Korrespondent für deutsche Presseorgane wie die Stuttgarter Zeitung und den Rheinischen Merkur. Ab 1956 war Stern-Rubarth regelmäßig im Pressereferat der deutschen Botschaft in London tätig. Die Bundesrepublik ehrte ihn 1958 mit der Verleihung des Großen Bundesverdienstkreuzes und fünf Jahre später mit dem Stern zum Großen Bundesverdienstkreuz.

## Trivia
In seinem 2018 erschienenen Roman Die Orient-Mission des Leutnant Stern erzählt Jakob Hein, wie Kaiser Wilhelm im Ersten Weltkrieg mit der Auslösung des Dschihads seine Gegner bekämpfen wollte. Um Sultan Mehmed V. hierfür zu gewinnen, schickt er den Leutnant und 14 als Zirkusartisten getarnte Muslime nach Konstantinopel. Zwar erreicht die Truppe Istanbul zur Ausrufung des Dschihads, sie hatte jedoch nicht die gewünschten Auswirkungen auf den Verlauf des Krieges.
Stern verließ 1915 mit ihnen den Anhalter Bahnhof und kehrte 1917, nach seiner letztlich erfolglosen Mission, zurück.

## Schriften
- Die Propaganda als politisches Instrument. Berlin 1921.
- Graf Brockdorff-Rantzau, Wanderer zwischen zwei Welten Ein Lebensbild. Berlin 1929.
- Stresemann der Europäer. Berlin 1930.
- Exit Prussia. A plan for Europe. London 1940.
- A short history of the Germans. London 1941.
- Drei Männer suchen Europa: Briand-Chamberlain-Stresemann. München 1947.
- Ein Leben für Presse und Politik. Stuttgart 1964 (Autobiografie)

Festschrift
- Günter Kieslich, Walter J. Schütz (Hrsg.): Publizistik. Festschrift für Edgar Stern-Rubarth. Heye, Bremen 1963.